# 金銀比価
金銀比価（きんぎんひか）とは、金と銀の価値比率のこと。ただし、両替商や銀行における金貨と銀貨の両替のための金銀相場とは直接関連しないことに注意を要する。

## 概要
金や銀は古代から採掘されて地金や貨幣、装飾品などの加工品の形態で溶解と生成を繰り返しつつ長期にわたって保有されていたため、生産や流通に余程の大変動がなければ大きく変化することは無かった。
9世紀のヨーロッパ諸国は金の生産に恵まれず、ビザンツ帝国のように貿易によって金を入手するだけの経済力も十分ではなかったために、金貨の生産が低調でありイスラム世界やビザンツの金貨が流入していた。ビザンツの金もイスラム世界からの輸入品であったことから、結果的にイングランドなどヨーロッパの広い地域の金銀比価はイスラム世界のそれに近い、1:6.5（以下重量ベース）であった。一方、日本では平安時代後期の応徳2年（1085年）の相場が1:5で、元寇前後の混乱期である弘安10年（1287年）には一時的に1:3にまでなったものの、およそ金1に対して銀が5から6の時代が続いた。一方、中国では元の時代に1:13、明初期には1:6であったから、銅銭の生産困難な日本では金銀を輸出して銅銭を輸入する構造が続くことになった。
この構造が大きく変化するのは、16世紀のいわゆる「大航海時代」である。まず、新大陸から金銀が大量にヨーロッパに流入し、続いて水銀による銀の精錬法が開発されてこれまで価値がないとされた低品位の銀鉱石から銀が取れるようになった。さらに戦国時代の天文年間の日本との貿易が開始されると、折りしも戦国大名達の間で推進された金山・銀山の開発競争と灰吹法の伝来による金銀地金の生産効率の向上によって大量の金銀が日本国内に流通し、さらに貿易を通じて金銀比価の大きい中国やヨーロッパにも日本の金銀が流入した。
まず南部ドイツなどの銀山の採算が取れなくなり、同地の諸侯や商人たちの衰退をもたらした。さらに「価格革命」と呼ばれる大規模インフレが発生し、それがイングランドやフランス・オランダでの工業生産の増加と貿易の活発化を生み出してイタリアなどの地中海沿岸の諸都市の没落を招いた。なお、1535年には洋銀（メキシコ・ドル）の生産が当時スペイン領であったメキシコで開始されている。一方、日本では金銀ともにその生産・流通を増加させたが、特に銀の生産が増加したために天正年間には1:10に、慶長年間には1:12にまで広がった。このため、日本から銀が中国やヨーロッパに輸出され、逆に日本へは金が流入する構造が、戦国時代末期から江戸時代初期にかけて成立した。なお、16世紀の中国では1:9前後、インドでは1:12、朝鮮では1:10であったから大量の洋銀がヨーロッパあるいは新大陸から直接アジアに流入した。万有引力発見で知られるアイザック・ニュートンは英国造幣局長も務め、1717年に1:15.21のいわゆるニュートン比価を定めた。またアダム・スミスもヨーロッパとアジアの金銀比価の違いに関する記述を残している。一方日本では鎖国の実施後もしばらく金銀の輸出が行われた影響によって17世紀前半には東アジア全域で金銀比価の平準化が進み、一旦は1:13前後に収束していく傾向が見られた。だが、貞享・元禄年間に金・銀輸出の制限が取られたこと（金銀輸出の制限については新井白石の海舶互市新例が著名である）、江戸幕府の財政難によって金貨の改鋳が行われたこと、銀貨でありながら事実上小判の補助通貨とも言うべき一分銀の発行により日本のみ小判と一分銀の貨幣材質上の金銀比価が変動して（小判と丁銀の含有率に基づく比価は1:10前後を維持した）、幕末の安政6年（1859年）には1：4.65の金銀比価となったのである。ところが、国際経済から隔絶され、なおかつ本位貨幣の経済概念が知られなかったこともあり、金貨・銀貨が別々の貨幣体系を有したまま通用していた日本では、開国に当たって米国など列強の圧力もあって適切な対応がとれなかった。
さて、アメリカ合衆国が建国されると国内の貨幣不足によって、1792年の貨幣法によって実質上の金銀複本位制が採用され、フランスでは1803年の鋳造法によって正式に金銀複本位制が導入され、同時に法定の金銀比価を1:15.5と定めた。当時、フランスはイギリスと並ぶ経済の最先進国であり、大量の金銀が同国に流れ込んだために、金銀比価と金銀相場の乖離が小さくフランスからは法定の金銀比価に合わせた金貨・銀貨の発行が行われたために、同国の金銀比価から逸脱する比価を採用する国はほとんど無かった。
ところが、1848年にカリフォルニアで、続いて1851年にオーストラリアで大規模な金山が発見されてゴールドラッシュが始まり、世界の金の生産量が増加して金の価値が暴落し、金銀相場はフランスの法定の金銀比価を下回って銀の国外流出が激化し、フランスは銀貨の生産を抑えて金貨の増産をすることとなった。そんな最中に日本は黒船来航を機に開国を迫られ、1859年には欧米との貿易が開始された。当初、洋銀1枚と1分銀3枚を交換できることとした。ところが、日本の天保一分銀は当時の国際水準から見て異常に品位が高く、さらに4枚で天保小判1枚と等価であり材質価値より高額面に設定されていたため、洋銀は明らかに交換規定の水準よりも品位が劣るとして日本の商人達は洋銀を拒否したのである。さらに幕府は天保一分銀より大型でありながら額面価値が半分である貿易専用の二朱銀を発行し、二朱銀2枚をもって洋銀1枚と交換させようとした。これに激怒した欧米各国は日本の銀貨の高額面設定を非難して、1日1万6千枚（4千両）分の1分銀を強制的に洋銀との交換させる要求を通したのであった。このため、強制的な交換で入手した天保一分銀で一両金貨を獲得して海外に持ち出して、当時の国際的な金銀比価の水準とされた1:15.3の相場で銀貨と再換金することで約3.3倍の利益を得たのである。このため、日本国内から大量の金が流出して日本経済は大混乱に陥った。これに対して、江戸幕府は国際的な金銀比価に合わせた安政一分銀・万延小判を鋳造して、欧米側もこれを受け入れることでとりあえず金の大量流出は一定の抑制が図られたのである。
フランスとその貨幣体系の安定の恩恵を受けてきた3ヶ国（イタリア・ベルギー・スイス）は、1865年にラテン通貨同盟（en）を結成して、金銀複本位制と法定の金銀比価1:15.5の防衛に乗り出したが、1870年代に入ると、各国が一斉に金本位制への移行を進め、金の不足と銀の暴落が深刻化し、ついに1876年にフランスは事実上の金本位制への移行を宣言した。19世紀末期までに日本・メキシコを始め銀本位制の国々のほとんどが金本位制へと切替、最後に残ったのは清（中国）のみとなり、国内の銀産業保護の観点から金本位制を採用しつつ（1873年の鋳貨法および1900年の金本位法）も国家による銀の買上を継続し続けたアメリカのみが銀価格を支える役割を担った。1934年、アメリカは世界恐慌対策を兼ねて銀買上法を制定して国内の金保有の1/3までの政府買上を実施することとなると、銀の価格が高騰して当時の中華民国よりアメリカへ大量の銀が流出、結果的に1935年には中華民国も法幣導入による管理通貨制度を採用するに至り、銀を本位貨幣とする国は消滅して銀貨は完全に補助貨幣化したために金銀比価が問題とされることはなくなったのである。